# Big Love (canción)
«Big Love» es una canción de la banda británica de rock Fleetwood Mac, escrita por el vocalista y guitarrista Lindsey Buckingham en 1985 como parte de su eventual tercer disco en solitario, sin embargo y luego de proponer un nuevo álbum de la banda, se añadió en Tango in the Night de 1987. Además se publicó como su primer sencillo en marzo del mismo año a través de Warner Bros. Records. 
Es uno de los sencillos más exitosos del álbum ya que se posicionó en el puesto 5 en los Billboard Hot 100 y de igual manera llegó al segundo lugar de la lista Mainstream Rock Tracks en el mismo año. Además, llegó a entrar en otras listas estadounidenses como la Hot Adult Contemporary Tracks en el puesto 23 y su versión remix llegó a la posición 7 en los Dance Music/Club Play Singles. Mientras que en el Reino Unido alcanzó el noveno lugar de los UK Singles Chart, permaneciendo 12 semanas consecutivas.
Luego de la salida de Buckingham del grupo, «Big Love» fue incluida en todas sus presentaciones en solitario hasta 1997 cuando retorna a Fleetwood Mac. Por otro lado también ha sido versionado por otros artistas como el artista de música electrónica CFCF, la banda inglesa Flesh for Lulu y Jim Moray, entre otros.

## Músicos
- Lindsey Buckingham: voz y guitarra
- Christine McVie: teclados y sintetizador
- John McVie: bajo
- Mick Fleetwood: batería
- Stevie Nicks: coros solo en la versión de 12" y en el video musical